# 17926 Jameswu
17926 Jameswu este un asteroid din centura principală de asteroizi.

## Descriere
17926 Jameswu este un asteroid din centura principală de asteroizi. A fost descoperit pe 15 aprilie 1999 la Socorro, New Mexico, în cadrul proiectului LINEAR. Asteroidul prezintă o orbită caracterizată de o semiaxă mare de 2,20 ua, o excentricitate de 0,10 și o înclinație de 4,3° în raport cu ecliptica.